# Union des tireurs de Lituanie

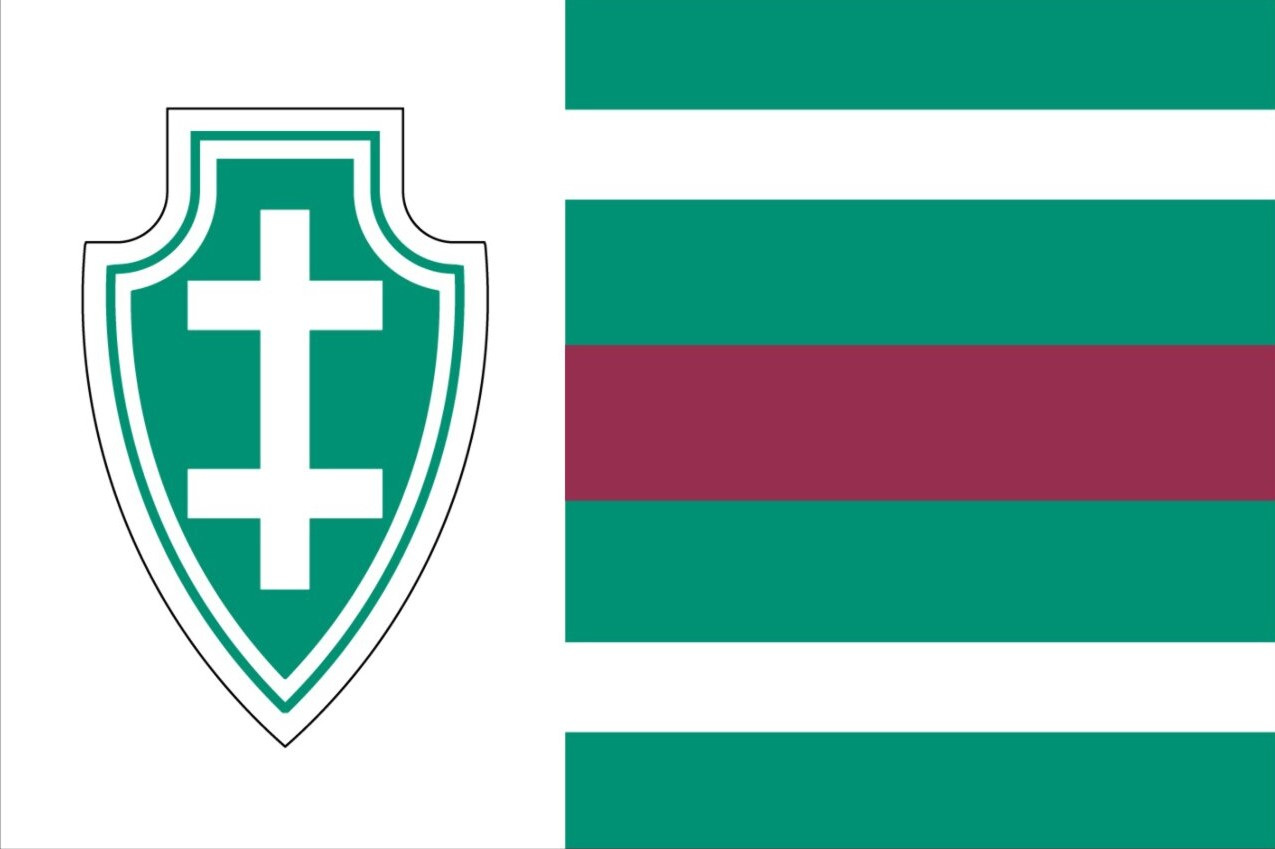
Drapeau de l'Union des Tireurs de Lituanie.

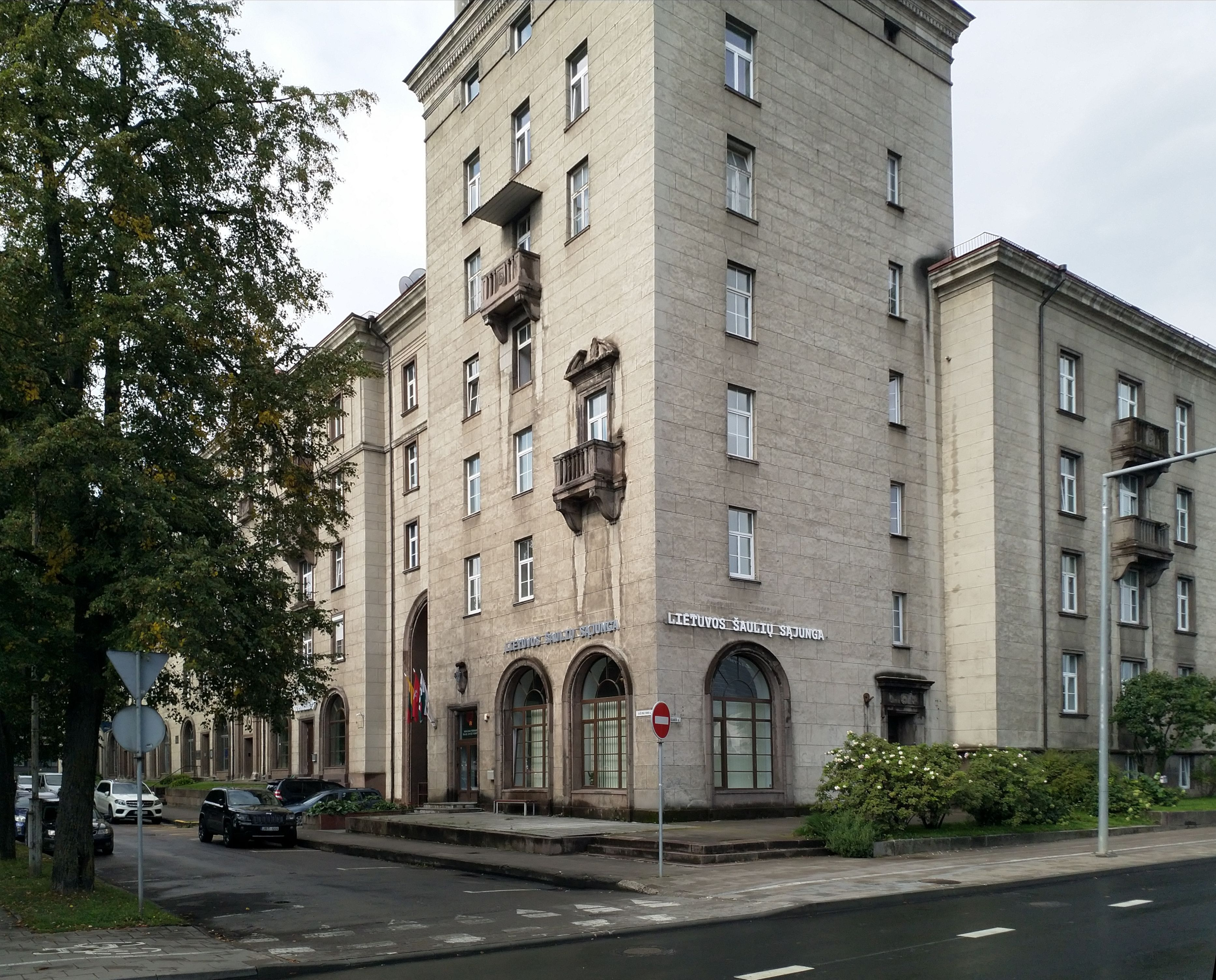
Siège à Vilnius

L’Union des Tireurs de Lituanie (en lituanien : Lietuvos Šaulių Sąjunga) est une organisation paramilitaire bénévole d'auto-défense.

## Histoire
Elle fut fondée le 27 juin 1919, au lendemain de la Première Guerre mondiale, quand les Lituaniens étaient engagés dans plusieurs guerres d'indépendance contre les Bolcheviques russes, d'autres forces russes, les Allemands et les Polonais.
Le 22 juin 1941, l’Allemagne nazie a envahi l’Union soviétique et les États baltes. Initialement considérée comme des «libérateurs», la situation est devenue, par la suite, une «résistance passive» contre les nazis. Au cours de l’occupation nazie, les anciens tireurs ont formé plusieurs organisations clandestines, telles que Laisvės šauliai (Tireurs de liberté), visant à rétablir l’indépendance de la Lituanie.  
Lorsque les soviétiques sont retournés au milieu de l’année 1944, de nombreux tireurs ont rejoint les partisans lituaniens et ont combattu une guerre de guérilla contre l’Union soviétique. 
Durant l'occupation soviétique, les tireurs ont mené la résistance armée contre les Soviétiques.
Après le rétablissement de l’indépendance en 1990, l'Union des tireurs a aussi été rétablie, mais n'a pas eu la même popularité qu'avant guerre. En 2014, durant le conflit militaire dans l'Ukraine de l'Est, des milliers de nouveaux membres ont adhéré à l'Union des tireurs,.